# ميرا غولاب
ميرا غولاب (بالروسية: Голубь, Мира Владимировна)‏ هي متزحلقة روسية، ولدت في 24 سبتمبر 1975.

## وصلات خارجية
- ميرا غولاب على موقع الاتحاد الدولي للتزلج (التزلج على المنحدرات الثلجية) (الإنجليزية)
- ميرا غولاب على موقع أوليمبيديا (الإنجليزية)